# Хашдеу, Богдан Петричейку
Богдан Петричейку Хашдеу (настоящее имя Фаддей Александрович Хиждеу; молд. Богдан Петричейку Хашдеу; рум. Bogdan Petriceicu Haşdeu; 14 [26] февраля 1838, Кристинешты, Хотинский уезд, Бессарабская область — 12 [25] августа 1907, Кымпина) — молдавский и румынский прозаик, поэт, филолог, публицист, историк.

## Биография

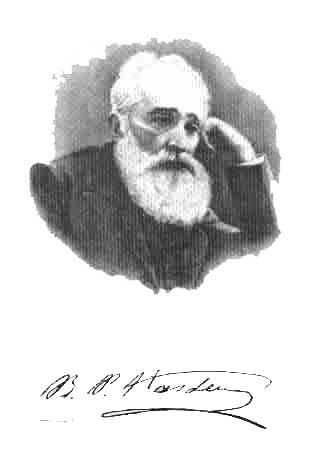

Родился в 1838 году в семье писателя, фольклориста и филолога Александра Фаддеевича Хиждеу в бессарабском селе Кристинешты (ныне Керстенцы, Черновицкая область, Украина). При рождении был назван Фаддеем в честь деда — польского литератора Фаддея Ивановича Хиждеу. Мать будущего писателя, Елизавета Теофиловна (в девичестве Даушка), происходила из литовского дворянского рода.
Учился в русских гимназиях в Виннице, Ровно, с 1851 года в Кишинёве; был вольнослушателем в Харьковском университете. Служил в русской армии.
В 1857 году уехал в Яссы, в 1858 году был назначен судьёй в Кагульском трибунале. Вскоре вернулся в Яссы, где опубликовал первые работы на исторические темы. В 1863 году переехал в Бухарест. Здесь он написал свои основные исторические, филологические и литературные работы. С 1874 года — профессор Бухарестского университета, преподавал курс сравнительной филологии. С 1876 года — директор Государственных архивов. Хашдеу издавал и был главным редактором более 10 научно-литературных и общественно-политических газет и журналов, в том числе журнала «Троянова колонна» (Columna lui Traian; 1870—77, 1882—83).
Хашдеу является автором исторической драмы «Рэзван и Видра» (Răzvan şi Vidra; 1867), романа «Судьба» (Ursita; 1864), художественной монографии о господаре Иоане Водэ Лютом (1865, рус. пер. 1959), сатирической повести «Крошка» (Micuţa; 1863), гражданской лирики («Стихи», Poezie, 1873). В 1870-х годах Хашдеу выпустил ряд крупных работ по историографии, сравнительной филологии, языкознанию, фольклористике и лексикографии. 13 сентября 1877 года был избран членом Румынской Академии. Также являлся членом академических обществ России, Болгарии, Сербии, США, Турции, Франции.
Похоронен в Бухаресте на кладбище Беллу.
Дочь Б. П. Хашдеу — поэтесса Юлия Хашдеу.

## Сочинения
- Răzvan şi Vidra; 1867
- Опере алесе, в. 1—2, Кишинэу, 1967.
- Принчипий де лингвистикэ, Кишинэу, 1974.
- Избранное, Киш., 1957; Памфлеты, Киш., 1958.
- Ель : [Стихи : Для дошк. возраста] / Богдан Петричейку Хашдеу, [16] с. 17*22 см, Кишинев Hyperion 1991.
- Избранное : В 2 т. / Богдан Петричейку Хашдеу; [Под ред. Н. Романенко, Л. Чобану], 421,[2] с., [6] л. ил., 20 см, Кишинев Лит. артистикэ 1988.
- Магия слов : Выдержки из большого энцикл. слов. : [Для сред. и ст. шк. возраста] / Б. Петричейку-Хашдеу; [Послесл. Н. Романенко], 219,[2] с. 20 см, Chisinau: Editura Hyperion 1990.

## Память
Имя Хашдеу носит Институт румынской филологии в Кишинёве.